# Isosaphanus ferranti
Isosaphanus ferranti là một loài bọ cánh cứng trong họ Cerambycidae.